# Trobo (Begonte)
Trobo (llamada oficialmente Santa María de Trobo) es una parroquia española del municipio de Begonte, en la provincia de Lugo, Galicia.

## Organización territorial
La parroquia está formada por doce entidades de población, constando seis de ellas en el nomenclátor del Instituto Nacional de Estadística español:
- Altide
- As Travesas
- Carretera (A Estrada)
- Martín (Martín de Arriba)
- Martín de Abaixo
- Montillón
- Novás
- O Pedrón
- Torre (A Torre)
- Veiga Ancha
- Vila (A Vila)
- Vilar

## Demografía
| Gráfica de evolución demográfica de Trobo entre 2000 y 2019 |
|                                                             |
| Datos según el nomenclátor publicado por el INE.            |